# 2. ŽNL Osječko-baranjska NS Beli Manastir 2013./14.
Ligu je osvojila NK Mladost Čeminac i u kvalifikacijama za 1. ŽNL Osječko-baranjsku izborila plasman u viši rang. Iz lige je u 3. ŽNL Osječko-baranjsku ispao NK Lug.

## Tablica
| Mj. | Klub                             | Sus. | Pobj. | Nerj. | Por. | GR.    | Bod. |
| --- | -------------------------------- | ---- | ----- | ----- | ---- | ------ | ---- |
| 1.  | NK Mladost Čeminac               | 26   | 23    | 1     | 2    | 126:17 | 70   |
| 2.  | NK Hajduk Popovac                | 26   | 17    | 3     | 6    | 74:43  | 54   |
| 3.  | NK Belje Kneževo                 | 26   | 16    | 3     | 7    | 70:47  | 51   |
| 4.  | NK Mladost Draž                  | 26   | 16    | 1     | 9    | 84:42  | 49   |
| 5.  | NK Šokadija Duboševica           | 26   | 14    | 2     | 10   | 78:49  | 44   |
| 6.  | NK Petlovac                      | 26   | 12    | 3     | 11   | 58:52  | 39   |
| 7.  | NK Grabovac                      | 26   | 10    | 6     | 10   | 39:42  | 36   |
| 8.  | NK Polet Karanac                 | 26   | 10    | 5     | 11   | 50:48  | 35   |
| 9.  | NK Međimurec Kozarac             | 26   | 10    | 2     | 14   | 49:64  | 32   |
| 10. | NK Baranja Belje Beli Manastir   | 26   | 9     | 4     | 13   | 44:50  | 31   |
| 11. | NK Grozd Kotlina                 | 26   | 9     | 4     | 13   | 42:63  | 31   |
| 12. | NK Bratstvo Jagodnjak            | 26   | 8     | 3     | 15   | 38:91  | 27   |
| 13. | NK Dinamo Baranjsko Petrovo Selo | 26   | 5     | 4     | 17   | 36:83  | 19   |
| 14. | NK Lug                           | 26   | 2     | 1     | 23   | 17:114 | 7    |

## Rezultati
| NK Bratstvo Jagodnjak - NK Međimurec Kozarac 1:4 NK Šokadija Duboševica - NK Baranja Belje Beli Manastir 5:1 NK Grabovac - NK Hajduk Popovac 1:1 NK Petlovac - NK Mladost Draž 3:5 NK Belje Kneževo - NK Dinamo Baranjsko Petrovo Selo 4:1 NK Lug - NK Grozd Kotlina 0:3 NK Mladost Čeminac - NK Polet Karanac 3:0  | NK Mladost Čeminac - NK Lug 10:0 NK Grozd Kotlina - NK Belje Kneževo 1:3 NK Dinamo Baranjsko Petrovo Selo - NK Petlovac 2:4 NK Mladost Draž - NK Grabovac 2:1 NK Hajduk Popovac - NK Šokadija Duboševica 3:1 NK Baranja Belje Beli Manastir - NK Bratstvo Jagodnjak 1:0 NK Polet Karanac - NK Međimurec Kozarac 3:2 | NK Belje Kneževo - NK Mladost Čeminac 1:4 NK Petlovac - NK Grozd Kotlina 3:0 NK Grabovac - NK Dinamo Baranjsko Petrovo Selo 2:1 NK Šokadija Duboševica - NK Mladost Draž 2:1 NK Bratstvo Jagodnjak - NK Hajduk Popovac 1:4 NK Međimurec Kozarac - NK Baranja Belje Beli Manastir 2:2 NK Lug - NK Polet Karanac 1:6  |
| NK Mladost Čeminac - NK Petlovac 5:1 NK Lug - NK Belje Kneževo 0:2 NK Grozd Kotlina - NK Grabovac 1:1 NK Dinamo Baranjsko Petrovo Selo - NK Šokadija Duboševica 0:4 NK Mladost Draž - NK Bratstvo Jagodnjak 15:0 NK Hajduk Popovac - NK Međimurec Kozarac 4:2 NK Polet Karanac - NK Baranja Belje Beli Manastir 2:1 | NK Grabovac - NK Mladost Čeminac 0:3 NK Petlovac - NK Lug 4:0 NK Šokadija Duboševica - NK Grozd Kotlina 2:3 NK Bratstvo Jagodnjak - NK Dinamo Baranjsko Petrovo Selo 1:2 NK Međimurec Kozarac - NK Mladost Draž 0:5 NK Baranja Belje Beli Manastir - NK Hajduk Popovac 1:3 NK Belje Kneževo - NK Polet Karanac 3:1  | NK Mladost Čeminac - NK Šokadija Duboševica 2:1 NK Lug - NK Grabovac 0:3 NK Belje Kneževo - NK Petlovac 4:1 NK Grozd Kotlina - NK Bratstvo Jagodnjak 4:1 NK Dinamo Baranjsko Petrovo Selo - NK Međimurec Kozarac 2:1 NK Mladost Draž - NK Baranja Belje Beli Manastir 5:1 NK Polet Karanac - NK Hajduk Popovac 1:0  |
| NK Bratstvo Jagodnjak - NK Mladost Čeminac 1:16 NK Šokadija Duboševica - NK Lug 7:1 NK Grabovac - NK Belje Kneževo 1:1 NK Međimurec Kozarac - NK Grozd Kotlina 1:0 NK Baranja Belje Beli Manastir - NK Dinamo Baranjsko Petrovo Selo 7:0 NK Hajduk Popovac - NK Mladost Draž 0:3 NK Petlovac - NK Polet Karanac 1:1 | NK Mladost Čeminac - NK Međimurec Kozarac 4:0 NK Lug - NK Bratstvo Jagodnjak 5:1 NK Belje Kneževo - NK Šokadija Duboševica 1:1 NK Petlovac - NK Grabovac 0:1 NK Grozd Kotlina - NK Baranja Belje Beli Manastir 0:1 NK Dinamo Baranjsko Petrovo Selo - NK Hajduk Popovac 1:5 NK Polet Karanac - NK Mladost Draž 1:6  | NK Baranja Belje Beli Manastir - NK Mladost Čeminac 0:1 NK Međimurec Kozarac - NK Lug 2:0 NK Bratstvo Jagodnjak - NK Belje Kneževo 0:5 NK Šokadija Duboševica - NK Petlovac 3:0 NK Hajduk Popovac - NK Grozd Kotlina 3:1 NK Mladost Draž - NK Dinamo Baranjsko Petrovo Selo 4:1 NK Grabovac - NK Polet Karanac 2:0  |
| NK Mladost Čeminac - NK Hajduk Popovac 3:2 NK Lug - NK Baranja Belje Beli Manastir 2:0 NK Belje Kneževo - NK Međimurec Kozarac 4:0 NK Petlovac - NK Bratstvo Jagodnjak 8:0 NK Grabovac - NK Šokadija Duboševica 3:1 NK Grozd Kotlina - NK Mladost Draž 0:7 NK Polet Karanac - NK Dinamo Baranjsko Petrovo Selo 1:1  | NK Mladost Draž - NK Mladost Čeminac 1:0 NK Hajduk Popovac - NK Lug 7:1 NK Baranja Belje Beli Manastir - NK Belje Kneževo 0:3 NK Međimurec Kozarac - NK Petlovac 1:0 NK Bratstvo Jagodnjak - NK Grabovac 0:3 NK Dinamo Baranjsko Petrovo Selo - NK Grozd Kotlina 1:0 NK Šokadija Duboševica - NK Polet Karanac 1:5  | NK Mladost Čeminac - NK Dinamo Baranjsko Petrovo Selo 8:0 NK Lug - NK Mladost Draž 2:3 NK Belje Kneževo - NK Hajduk Popovac 3:0 NK Petlovac - NK Baranja Belje Beli Manastir 4:1 NK Grabovac - NK Međimurec Kozarac 10:2 NK Šokadija Duboševica - NK Bratstvo Jagodnjak 5:0 NK Polet Karanac - NK Grozd Kotlina 0:1 |
| NK Grozd Kotlina - NK Mladost Čeminac 1:7 NK Dinamo Baranjsko Petrovo Selo - NK Lug 2:0 NK Mladost Draž - NK Belje Kneževo 0:1 NK Hajduk Popovac - NK Petlovac 6:3 NK Baranja Belje Beli Manastir - NK Grabovac 0:0 NK Međimurec Kozarac - NK Šokadija Duboševica 6:3 NK Bratstvo Jagodnjak - NK Polet Karanac 1:0  | NK Međimurec Kozarac - NK Bratstvo Jagodnjak 1:2 NK Baranja Belje Beli Manastir - NK Šokadija Duboševica 0:0 NK Hajduk Popovac - NK Grabovac 1:0 NK Mladost Draž - NK Petlovac 0:1 NK Dinamo Baranjsko Petrovo Selo - NK Belje Kneževo 0:2 NK Grozd Kotlina - NK Lug 2:0 NK Polet Karanac - NK Mladost Čeminac 0:0  | NK Lug - NK Mladost Čeminac 0:8 NK Belje Kneževo - NK Grozd Kotlina 1:1 NK Petlovac - NK Dinamo Baranjsko Petrovo Selo 3:1 NK Grabovac - NK Mladost Draž 0:0 NK Šokadija Duboševica - NK Hajduk Popovac 4:5 NK Bratstvo Jagodnjak - NK Baranja Belje Beli Manastir 2:0 NK Međimurec Kozarac - NK Polet Karanac 0:3  |
| NK Mladost Čeminac - NK Belje Kneževo 9:0 NK Grozd Kotlina - NK Petlovac 1:1 NK Dinamo Baranjsko Petrovo Selo - NK Grabovac 2:3 NK Mladost Draž - NK Šokadija Duboševica 3:2 NK Hajduk Popovac - NK Bratstvo Jagodnjak 3:2 NK Baranja Belje Beli Manastir - NK Međimurec Kozarac 5:0 NK Polet Karanac - NK Lug 5:0  | NK Petlovac - NK Mladost Čeminac 0:3 NK Belje Kneževo - NK Lug 7:0 NK Grabovac - NK Grozd Kotlina 3:1 NK Šokadija Duboševica - NK Dinamo Baranjsko Petrovo Selo 3:1 NK Bratstvo Jagodnjak - NK Mladost Draž 2:0 NK Međimurec Kozarac - NK Hajduk Popovac 0:0 NK Baranja Belje Beli Manastir - NK Polet Karanac 5:1  | NK Mladost Čeminac - NK Grabovac 5:0 NK Lug - NK Petlovac 1:1 NK Grozd Kotlina - NK Šokadija Duboševica 2:4 NK Dinamo Baranjsko Petrovo Selo - NK Bratstvo Jagodnjak 1:1 NK Mladost Draž - NK Međimurec Kozarac 0:1 NK Hajduk Popovac - NK Baranja Belje Beli Manastir 2:1 NK Polet Karanac - NK Belje Kneževo 3:2  |
| NK Šokadija Duboševica - NK Mladost Čeminac 1:4 NK Grabovac - NK Lug 1:0 NK Petlovac - NK Belje Kneževo 5:3 NK Bratstvo Jagodnjak - NK Grozd Kotlina 2:2 NK Međimurec Kozarac - NK Dinamo Baranjsko Petrovo Selo 4:1 NK Baranja Belje Beli Manastir - NK Mladost Draž 1:0 NK Hajduk Popovac - NK Polet Karanac 1:1  | NK Mladost Čeminac - NK Bratstvo Jagodnjak 6:4 NK Lug - NK Šokadija Duboševica 0:9 NK Belje Kneževo - NK Grabovac 2:1 NK Grozd Kotlina - NK Međimurec Kozarac 2:1 NK Dinamo Baranjsko Petrovo Selo - NK Baranja Belje Beli Manastir 2:2 NK Mladost Draž - NK Hajduk Popovac 3:1 NK Polet Karanac - NK Petlovac 1:4  | NK Međimurec Kozarac - NK Mladost Čeminac 1:4 NK Bratstvo Jagodnjak - NK Lug 4:0 NK Šokadija Duboševica - NK Belje Kneževo 4:3 NK Grabovac - NK Petlovac 0:2 NK Baranja Belje Beli Manastir - NK Grozd Kotlina 7:0 NK Hajduk Popovac - NK Dinamo Baranjsko Petrovo Selo 4:3 NK Mladost Draž - NK Polet Karanac 3:8  |
| NK Mladost Čeminac - NK Baranja Belje Beli Manastir 7:0 NK Lug - NK Međimurec Kozarac 0:5 NK Belje Kneževo - NK Bratstvo Jagodnjak 3:2 NK Petlovac - NK Šokadija Duboševica 1:3 NK Grozd Kotlina - NK Hajduk Popovac 1:4 NK Dinamo Baranjsko Petrovo Selo - NK Mladost Draž 1:2 NK Polet Karanac - NK Grabovac 2:1  | NK Hajduk Popovac - NK Mladost Čeminac 1:4 NK Baranja Belje Beli Manastir - NK Lug 4:1 NK Međimurec Kozarac - NK Belje Kneževo 5:2 NK Bratstvo Jagodnjak - NK Petlovac 4:0 NK Šokadija Duboševica - NK Grabovac 6:0 NK Mladost Draž - NK Grozd Kotlina 4:3 NK Dinamo Baranjsko Petrovo Selo - NK Polet Karanac 2:2  | NK Mladost Čeminac - NK Mladost Draž 4:1 NK Lug - NK Hajduk Popovac 0:5 NK Belje Kneževo - NK Baranja Belje Beli Manastir 4:1 NK Petlovac - NK Međimurec Kozarac 3:1 NK Grabovac - NK Bratstvo Jagodnjak 1:1 NK Grozd Kotlina - NK Dinamo Baranjsko Petrovo Selo 7:4 NK Polet Karanac - NK Šokadija Duboševica 0:1  |
| NK Dinamo Baranjsko Petrovo Selo - NK Mladost Čeminac 0:6 NK Mladost Draž - NK Lug 9:0 NK Hajduk Popovac - NK Belje Kneževo 4:0 NK Baranja Belje Beli Manastir - NK Petlovac 0:3 NK Međimurec Kozarac - NK Grabovac 6:0 NK Bratstvo Jagodnjak - NK Šokadija Duboševica 3:1 NK Grozd Kotlina - NK Polet Karanac 4:2  | NK Mladost Čeminac - NK Grozd Kotlina 0:1 NK Lug - NK Dinamo Baranjsko Petrovo Selo 3:4 NK Belje Kneževo - NK Mladost Draž 6:2 NK Petlovac - NK Hajduk Popovac 2:5 NK Grabovac - NK Baranja Belje Beli Manastir 1:2 NK Šokadija Duboševica - NK Međimurec Kozarac 4:1 NK Polet Karanac - NK Bratstvo Jagodnjak 1:2  | |

## Kvalifikacije za 1. ŽNL Osječko-baranjsku
7. lipnja 2014. godine: NK Mladost Čeminac - NK Slavonija Ivanovac 2:0
15. lipnja 2014. godine: NK Slavonija Ivanovac - NK Mladost Čeminac 1:2
U 1. ŽNL Osječko-baranjsku se plasirala NK Mladost Čeminac.